# René Doutrelong
René Doutrelong, né le 26 mars 1891 à Lille et décédé le 5 août 1972 dans la même ville, est un architecte lillois.

## Biographie
René Doutrelong est un architecte lillois très actif dans la reconstruction de Lille après la première guerre mondiale. Associé à Marcel Desmet, il a construit de très nombreux immeubles dans le centre de Lille dans un style alliant régionalisme et Art déco,. Desmet et Doutrelong utilisaient la construction en béton avec le soutien de l'entreprise Hennebique. Vers 1930, ils furent rejoints par Jules Jourdain.
À partir de 1930, il construit de magnifiques maisons modernes. Il est agréé architecte de la reconstruction après la seconde guerre mondiale. Il est actif jusqu'aux années 1960.

Immeubles signés Desmet-Doutrelong autour de la gare de Lille
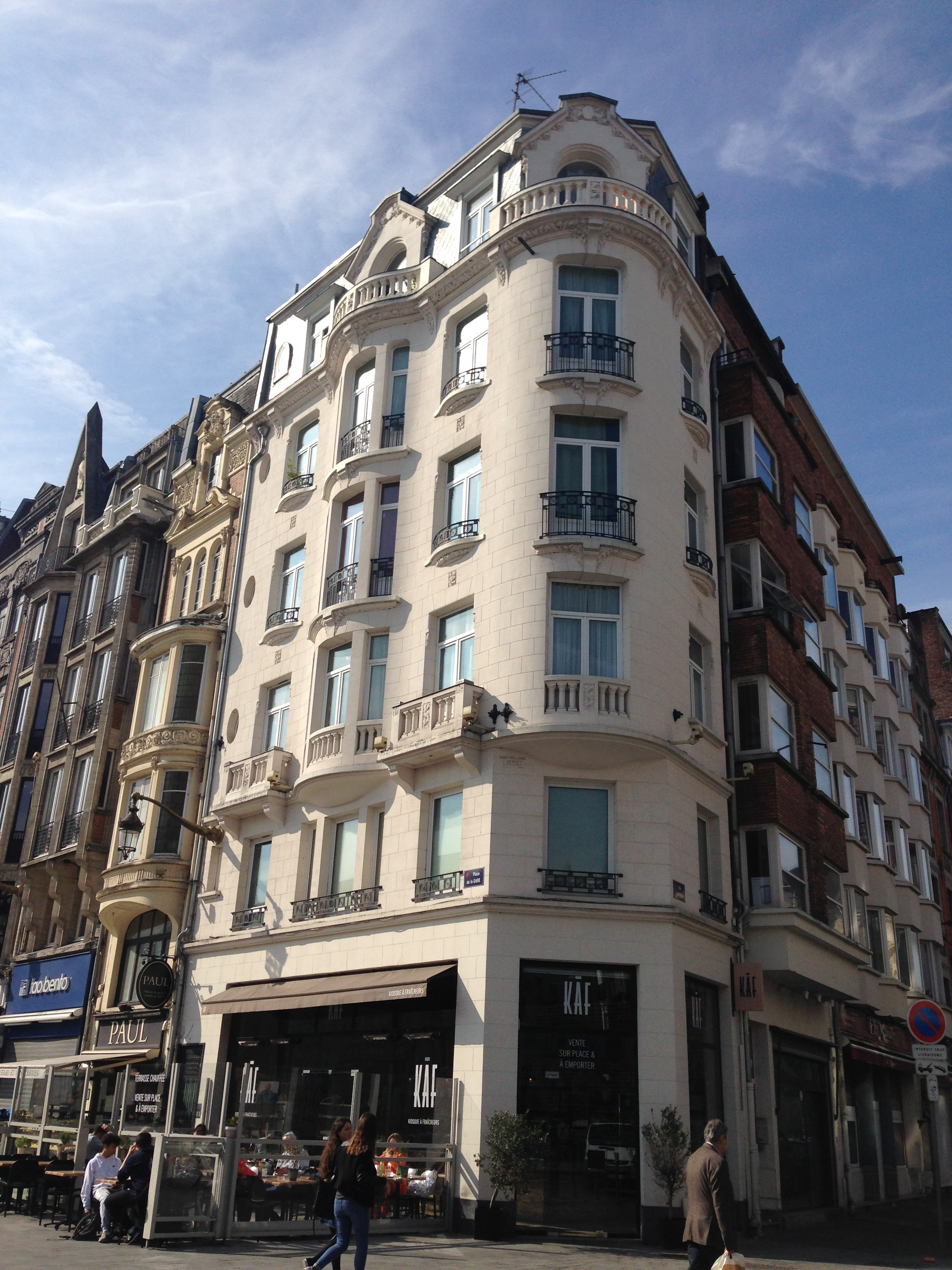
4 place de la Gare, Lille
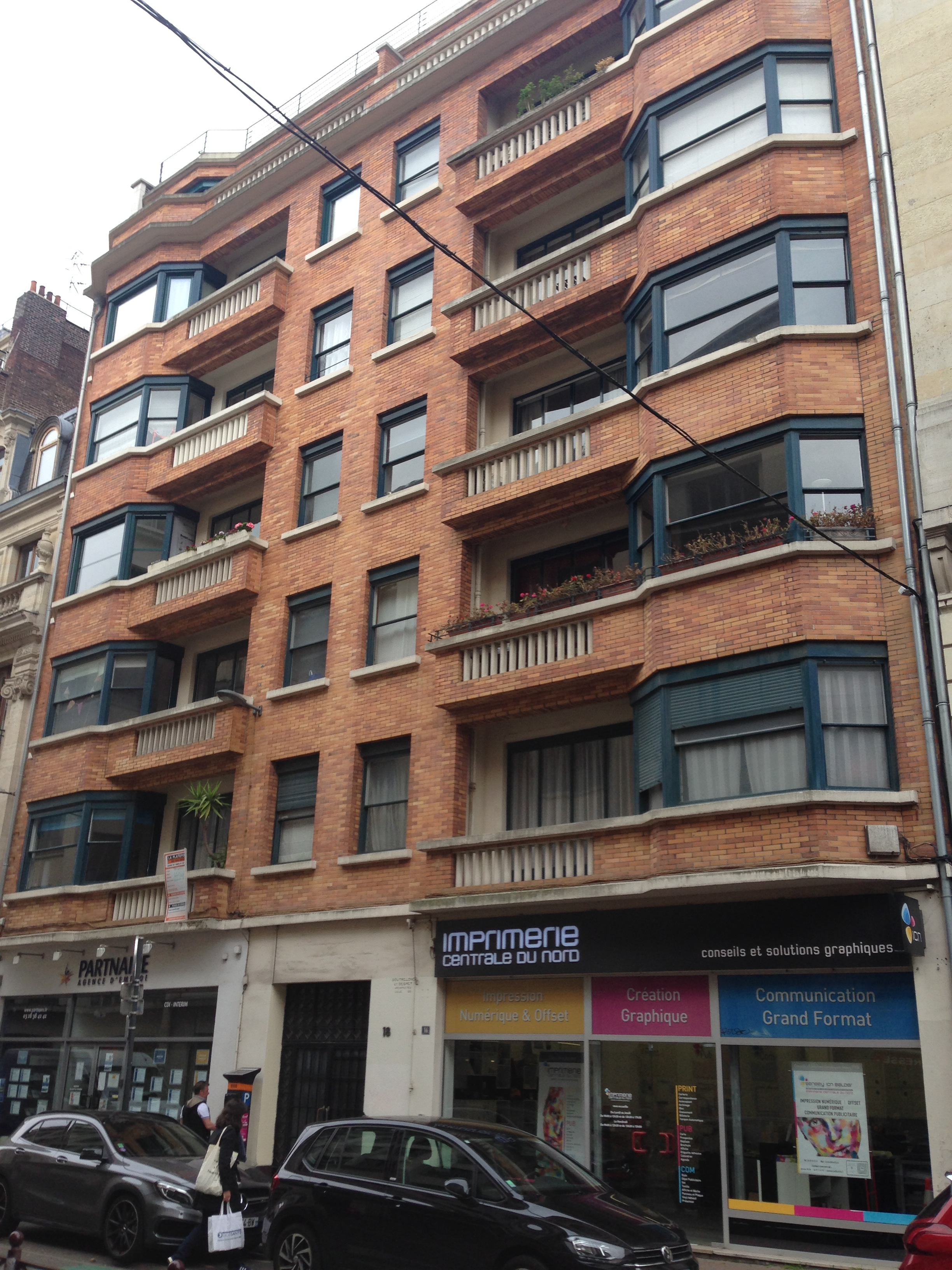
18 rue Anatole-France, Lille
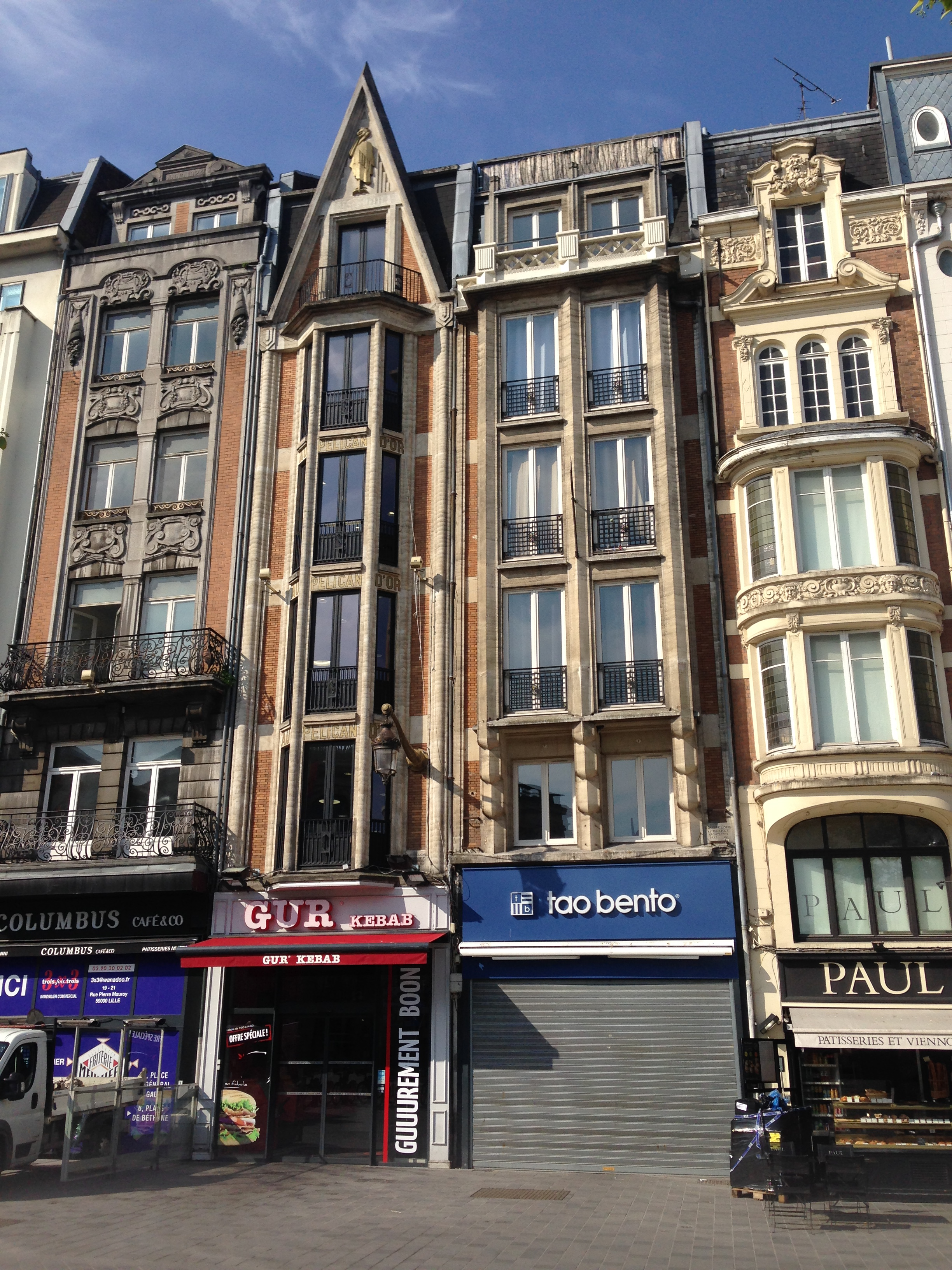
8 et 10 place de la Gare, Lille
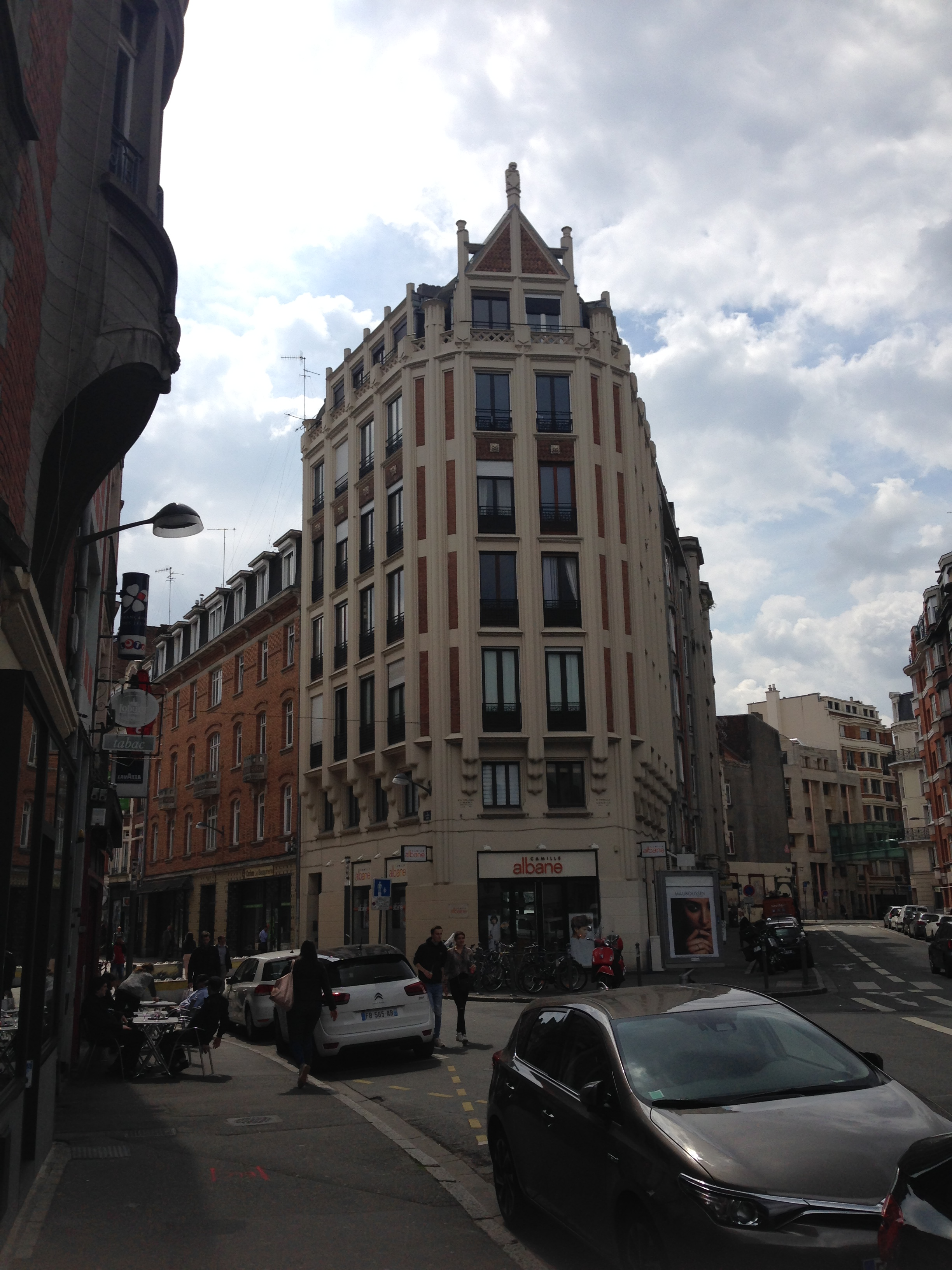
Rue de l'Hôpital-Militaire, Lille
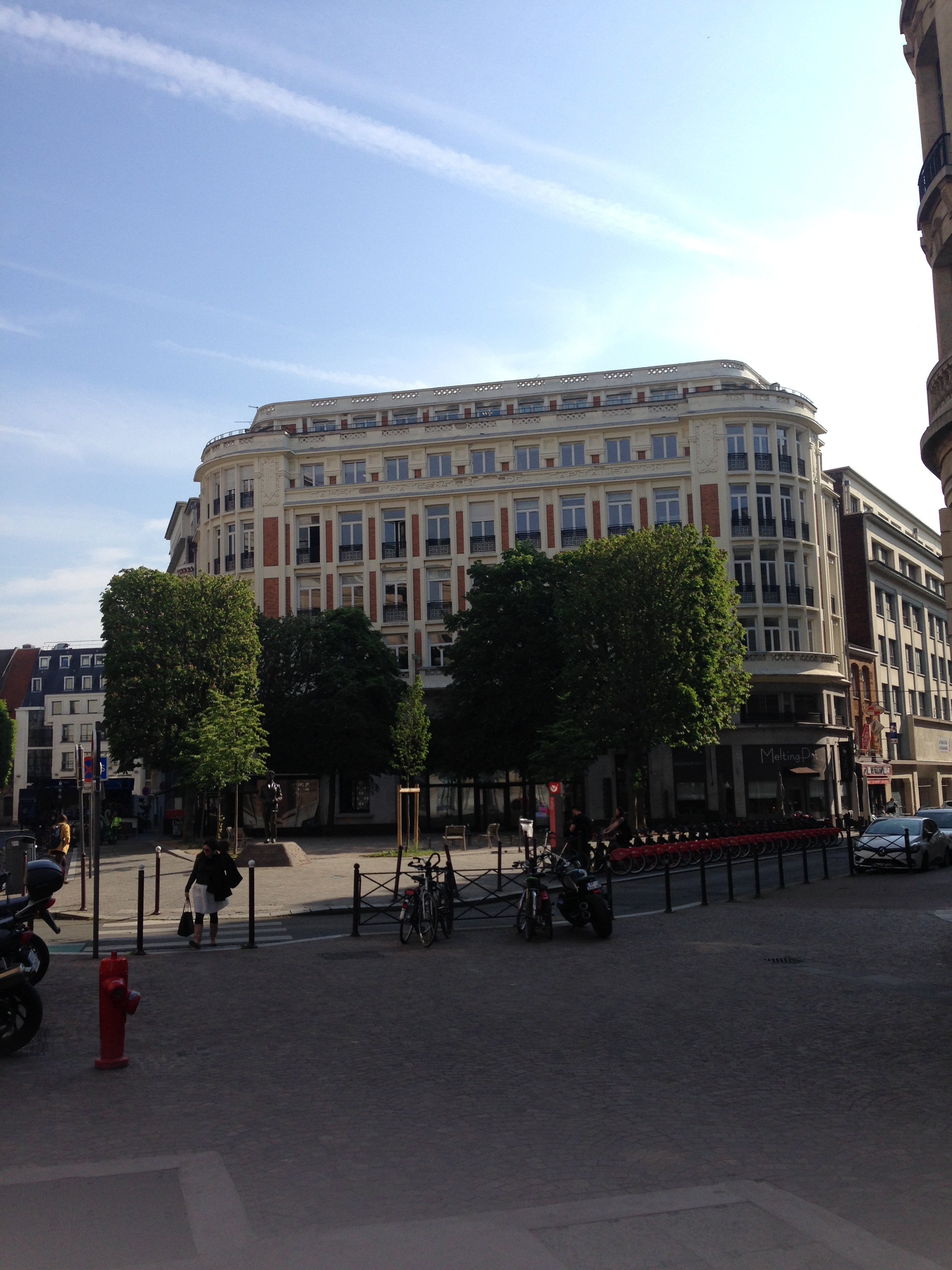
Caisse fraternelle de capitalisation